# It Comes and It Goes
It Comes and It Goes è una canzone di Dido pubblicata nel 2009 come secondo singolo estratto dall'album Safe Trip Home.
Il sito della cantante ufficialmente ha dichiarato solo che il singolo è entrato in radio in Italia il 6 marzo 2009, senza specificare un'eventuale pubblicazione in altri paesi.